# Тайчан
Чжу Чанло (кит. 朱常洛; 28 августа 1582 — 26 сентября 1620) — 14-й китайский император династии Мин (28 августа 1620 — 26 сентября 1620), старший сын и преемник китайского императора Чжу Ицзюня. Правил под девизом Тайчан (泰昌, «Великое Процветание»), посмертное имя — Гуан-цзун (光宗).

## Биография
В конце правления минского императора Чжу Ицзюня шла борьба между сторонниками Чжу Чанло и его сводного брата Чжу Чансюня (1586—1641). Из-за давления мандаринов (впоследствии сформировавших так называемое Дунлиньское движение) император не смог назначить последнего своим наследником вместо Чжу Чанло, и Чжу Чансюнь был поселен в Лояне с титулом Великий князь Фу (Фу-ван). В октябре 1601 года император Чжу Ицзюнь назначил своего старшего сына Чжу Чанло наследником императорского престола. В 1615 году на него было совершено неудачное покушение, которое было организовано наложницей Чжэн, матерью Чжу Чансюня.

В августе 1620 года после смерти своего отца 38-летний Чжу Чанло вступил на императорский престол под тронным именем Тайчан (泰昌). Правление Чжу Чанло продолжалось только один месяц. Сразу же после вступления на трон он назначил новых людей на свободные должности, чего его предшественник не делал годами. В то же время он укрепил войска, охранявшие северные границы Минской империи, выдал им в качестве награды 2 миллиона фунтов серебра. Были отменены обременительные налоги и пошлины. На административные должности стали назначаться представители группировки Дунлинь, сторонником которой был новый император.
26 сентября 1620 года император Чжу Чанло скончался, отравленный своими недоброжелателями в результате придворных интриг некоторых представителей рода Чжу, а также евнухов, чью власть Чжу Чанло пытался существенно ограничить. Этот эпизод вошел в историю Китая как «отравление красной пилюлей».
Имел семь сыновей (в том числе будущие императоры — Чжу Юцзяо и Чжу Юцзянь) и десять дочерей.